# Parco nazionale storico di Kalaupapa
Il parco nazionale storico di Kalaupapa (in inglese Kalaupapa National Historical Park) è un'area protetta degli Stati Uniti d'America, sita nella contea di Kalawao e più precisamente sull'isola di Molokai. Fondato nel 1976, il parco tutela l'ambiente naturale della contea, sulla cui area si estende per la maggior parte.

## Storia
Dapprima zona colonizzata dai nativi hawaiani, la futura contea di Kalawao fu riservata ai malati di lebbra prima dai re delle Hawaii e poi dal governo degli Stati Uniti, bandendo i residenti originari. Data la cessazione dello sfruttamento del territorio da parte dei nuovi abitanti e la bassa densità di popolazione, la zona di Kalaupapa nel corso del XX e XXI secolo è rimasta poco antropizzata, andando incontro a un vasto processo di rimboschimento e rinaturalizzazione.
Il parco fu istituito nel 1976 e ufficialmente riconosciuto il 22 dicembre 1980 tramite decreto del presidente Jimmy Carter.

## Descrizione
Il parco di Kalaupapa ricopre buona parte della superficie della contea di Kalawao, che conta poche decine di abitanti. Dato il suo particolare status giuridico, la contea limita gli ingressi turistici sul suo territorio, e quindi anche il parco di Kalaupapa è accessibile a un numero di visitatori giornalieri limitato.
Nel parco è presente il cratere di Kauhakō, una formazione vulcanica che nel 2011 ha dato segni di attività sperimentando un'eruzione di tipo limnico. Altre attrattive del parco sono la sua foresta pluviale, ormai scomparsa su buona parte delle Hawaii, e la valle di Waikolu, la zona più remota della contea. Sulla superficie dell'area protetta sono presenti anche alcuni siti archeologici, che hanno portato alla luce manufatti e pitture rupestri risalenti all'antica società hawaiana.